# Varaš
Varaš (ucraino: Вараш), fino al 2016 nota come Kuznecovs'k (Кузнецо́вськ) è una città ucraina (41 711 abitanti), nel distretto di Varaš, nell'oblast' di Rivne. Ospita l'amministrazione del distretto di Varaš e della comunità territoriale di Varaš, una delle comunità territoriali dell'Ucraina.
Fino al 18 luglio 2020 Varaš costituiva una città di rilevanza regionale e fungeva da centro amministrativo del distretto di Varaš, sebbene non appartenesse al distretto. Come parte della riforma amministrativa che ha ridotto a quattro il numero dei distretti dell'oblast' di Rivne, la città fu integrata nel distretto di Varaš.
Vi è ubicata la centrale nucleare di Rivne.